# Aegidiischanze

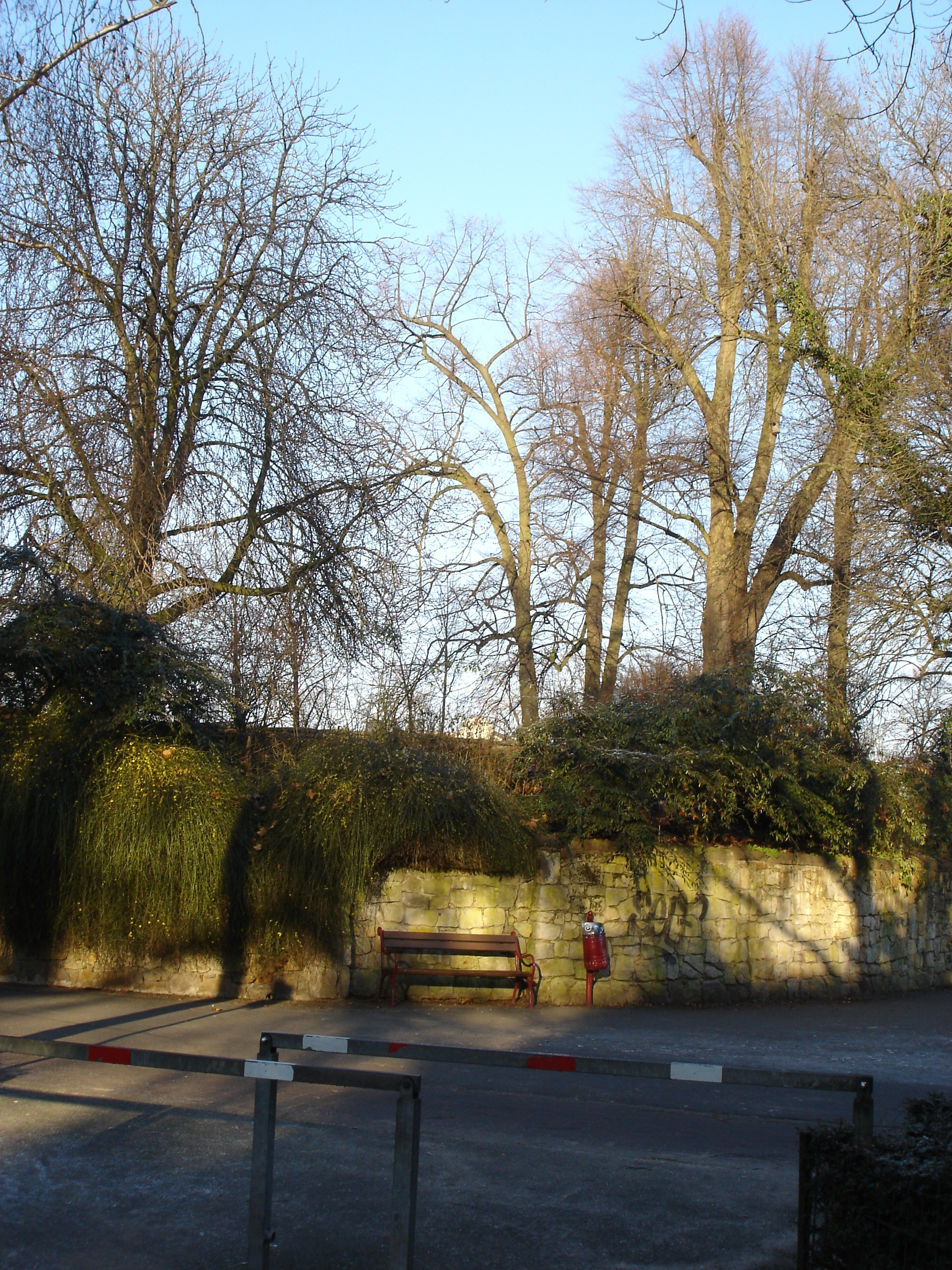
Blick auf die Reste der Außenmauer des Rondells

Die Aegidiischanze mit dem Kanonengraben und Kanonenberg ist eine Grünanlage und ehemalige Schanze am südwestlichen Rand des Stadtzentrums von Münster in Westfalen. Sie diente als Befestigungsanlage des Aegidiitores, nur wenige Meter vom heutigen Aasee entfernt.

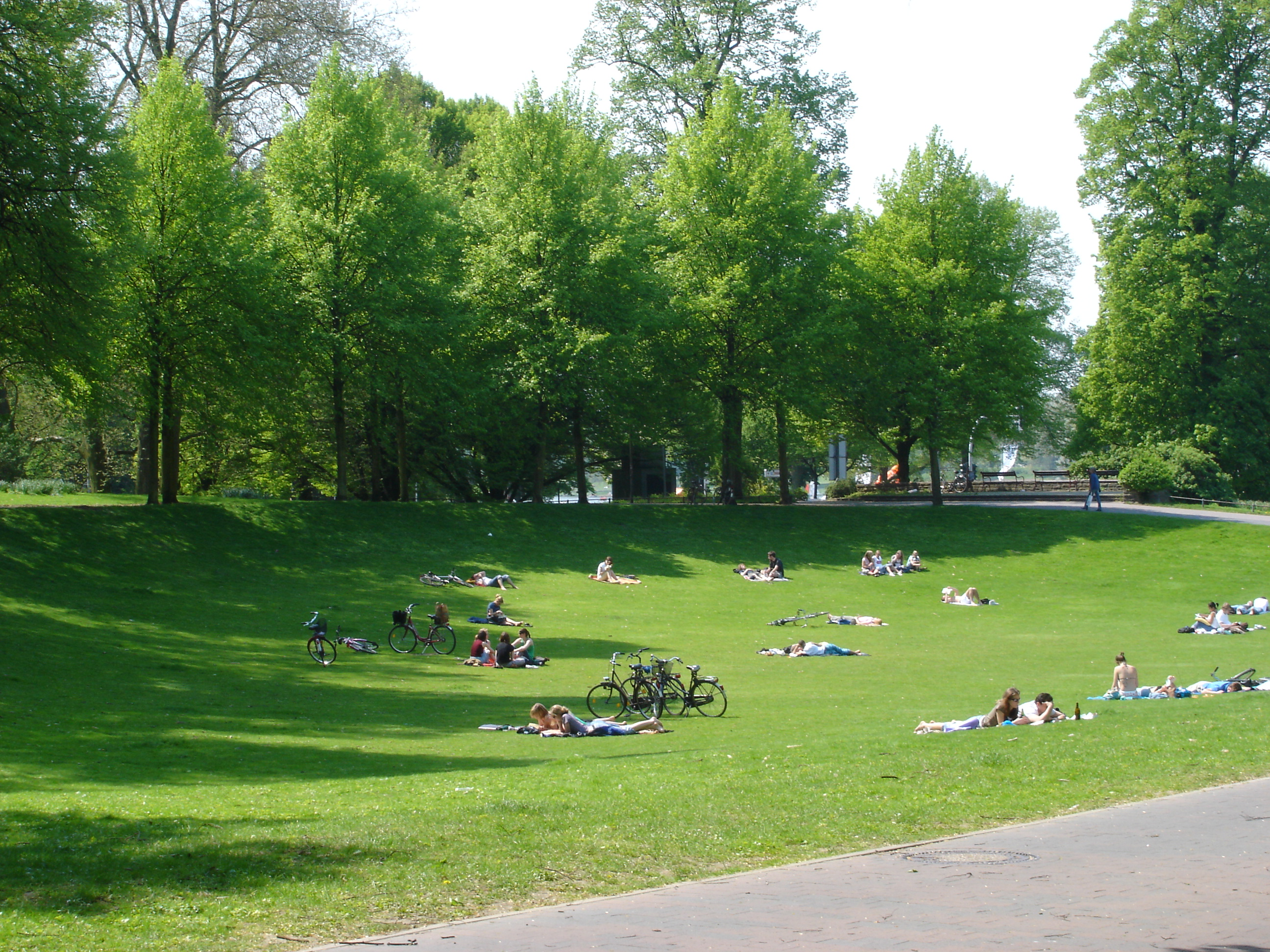
Blick von der Promenade über die Aegidiischanze in Richtung Aasee; links im Bild ist der Anstieg des Geländes auf der Innenseite des ehemaligen Rondells zu erkennen.

Das Tor selbst war bereits durch ein Rondell geschützt, bevor die Schanze um 1633 als vorgelagerte Befestigung, getrennt durch einen Wassergraben, errichtet wurde. Bei der Schleifung der Stadtbefestigung um 1770 blieb der als Kanonengraben bekannte Teil des äußeren Wassergrabens sowie die aufgeschüttete Kanonenberg des Rondells mit seiner äußeren Mauer erhalten.
Im späten 19. Jahrhundert erfolgte die Umwandlung in eine städtische Grünanlage durch den münsterschen Stadtrat und Ehrenbürger Adolf Kleimann. Am westlichen Rand der Schanze befindet sich seit 1964 ein Denkmal zu Ehren der gefallenen Soldaten des Kürassier-Regiments „von Driesen“ Nr. 4.
Seit 2007 werden an der Promenadenwiese jährlich 13.000 Eisbegonien in der Form des Schriftzugs „Münster bekennt Farbe“ gepflanzt, mit der die Stadt Münster für ein attraktives Stadtbild wirbt. Im Jahre 2022 wurde der Blumenschriftzug anlässlich des russischen Überfalls auf die Ukraine in „Münster für Frieden“ abgewandelt.